# Shuangsheng (köping i Kina, Inre Mongoliet, lat 43,67, long 119,82)
Shuangsheng (kinesiska: 双胜, 双胜镇) är en köping i Kina. Den ligger i den autonoma regionen Inre Mongoliet, i den norra delen av landet, omkring 740 kilometer nordost om regionhuvudstaden Hohhot.
Genomsnittlig årsnederbörd är 514 millimeter. Den regnigaste månaden är juni, med i genomsnitt 141 mm nederbörd, och den torraste är december, med 3 mm nederbörd.